# Časkarivier
Časkarivier  (Zweeds: Časkajåkka of Časkajohka) is een rivier die stroomt in de Zweedse  gemeente Kiruna. De rivier verzorgt de afwatering een gebied ten zuiden van de Lävasrivier. Ze stroomt noordwaarts van berghellingen direct naar de hoofdrivier. Ze is circa 4 kilometer lang.
Afwatering: Časkarivier → Lävasrivier → Rautasrivier → Torne → Botnische Golf